# 이계도함수

이차함수의 이계도함수는 상수함수이다.

미적분학에서, 함수 f의 이계도함수란 f의 도함수의 도함수이다. 대략적으로, 이계도함수는 변화율 자체가 어떻게 변하는지를 측정하는데, 예를 들면 차량의 위치의 이계도함수는 그 차량의 시간에 관한 가속도, 즉 시간에 따른 그 시점의 속도의 변화율을 의미한다. 라이프니츠의 표기법에서 마지막 항이 이계도함수의 표현이다:
{\displaystyle \mathbf {a} ={\frac {d\mathbf {v} }{dt}}={\frac {d^{2}{\boldsymbol {x}}}{dt^{2}}},}
함수의 그래프에서, 이계도함수는 그래프의 곡률 또는 볼록성과 관계있다. 양의 값의 이계도함수를 갖는 함수의 그래프는 아래로 오목하고, 반면에 음의 값의 이계도함수를 갖는 함수의 그래프는 그와 반대이다.

## 이계도함수에서 멱의 법칙
일계도함수에 대한 멱의 법칙을 두 번 적용하면 다음과 같은 이계도함수에 대한 멱의 법칙을 얻을 수 있다.
{\displaystyle {\frac {d^{2}}{dx^{2}}}[x^{n}]={\frac {d}{dx}}{\frac {d}{dx}}[x^{n}]={\frac {d}{dx}}[nx^{n-1}]=n{\frac {d}{dx}}[x^{n-1}]=n(n-1)x^{n-2}.}

## 표기법
함수 {\displaystyle f(x)} {\displaystyle f''(x)}. 즉:
{\displaystyle f''=(f')'}
도함수에 대한 라이프니츠의 표기법을 사용하면, 독립변수 x에 관한 종속변수 y의 이계도함수는 다음과 같이 나타난다.
{\displaystyle {\frac {d^{2}y}{dx^{2}}}.}
이 표기법은 다음과 같은 식에서 얻어진다.
{\displaystyle {\frac {d^{2}y}{dx^{2}}}\,=\,{\frac {d}{dx}}\left({\frac {dy}{dx}}\right).}

## 예
주어진 함수
{\displaystyle f(x)=x^{3},}
의 도함수는
{\displaystyle f'(x)=3x^{2}.}
f의 이계도함수는 f의 도함수의 도함수이다. 즉,
{\displaystyle f''(x)=6x.}

## 그래프와의 관계

. 파란색으로 나타난 접선은 곡선이 위로 오목한 구간이고, 초록색으로 나타난 접선은 아래로 오목한 구간이며, 빨간색으로 나타난 접선은 변곡점이다. (0, /2, and).

### 오목성
f의 이계도함수는 f의 그래프의 오목성을 측정한다. f의 이계도함수가 양의 값을 가지면 위로 오목(볼록함수라고도 한다.)하게 되는데, 이는 접선이 함수의 그래프 아래쪽에 위치함을 의미한다. 유사하게, 이계도함수가 음의 값을 가지면 아래로 오목(오목함수라고도 한다.)하게 되는데, 이는 접선이 함수의 그래프의 위쪽에 위치함을 의미한다.

### 변곡점
이계도함수의 부호가 바뀌면, 함수의 그래프는 아래로 오목에서 위로 오목으로 바뀌거나 그 반대가 된다. 이러한 경우가 일어나는 점을 변곡점이라고 부른다. 이계도함수가 연속이라고 하면, 비록 이계도함수가 0이 되는 모든 점이 변곡점인 것은 아니지만, 변곡점에서 이계도함수의 값은 0이 된다.

### 이계도함수 판정법
이계도함수와 그래프의 관계는 함수의 임계점 (즉, {\displaystyle f'(x)=0})이 극대 또는 극소인지를 판정하는데 사용될 수 있다. 구체적으로,
- {\displaystyle \ f^{\prime \prime }(x)<0}{\displaystyle \ f}{\displaystyle \ x}.
- {\displaystyle \ f^{\prime \prime }(x)>0}{\displaystyle \ f}{\displaystyle \ x}.
- {\displaystyle \ f^{\prime \prime }(x)=0}{\displaystyle \ x}

이계도함수가 이러한 결과를 만드는 이유는 실세계와의 비유를 통해 볼 수 있다. 처음에는 최대속도로 앞으로 나아가지만 음의 가속도를 갖는 차를 생각해보자. 분명히 차의 위치는 속도가 0이 되는 지점에서 시작점으로부터 가장 멀리 떨어져 있을 것이다. - 이후, 속도가 음의 값을 가지면 차는 후진할 것이다. 최솟값에 대해서도 마찬가지인데, 이는 처음에는 가장 큰 음의 속도로 출발하지만 양의 가속도를 갖는 차량을 생각해보면 된다.

## 극한
이계도함수를 단일의 극한으로 쓰면 다음과 같이 쓸 수 있다:
{\displaystyle f''(x)=\lim _{h\to 0}{\frac {f(x+h)-2f(x)+f(x-h)}{h^{2}}}.}
이 극한은 이계대칭도함수라 불린다. 이 이계대칭도함수는 (통상적인) 이계도함수가 존재하지 않을 때도 존재할 수 있다는 것에 주목하자.
오른쪽의 표현은 평균변화율의 평균변화율로 나타낼 수 있다.
{\displaystyle {\frac {f(x+h)-2f(x)+f(x-h)}{h^{2}}}={\frac {{\frac {f(x+h)-f(x)}{h}}-{\frac {f(x)-f(x-h)}{h}}}{h}}.}
이 극한은 열에 대한 이계 차분의 연속 버젼으로 간주할 수 있다.
위의 극한이 존재한다는 것이 {\displaystyle f} 이 극한은 이계도함수를 계산하는 것에 대한 가능성을 줄 뿐이지 정의를 주는 것은 아니다. 반례로 다음과 같이 정의된 부호 함수 {\displaystyle \operatorname {sgn}(x)}
{\displaystyle \operatorname {sgn}(x)={\begin{cases}-1&{\text{if }}x<0,\\0&{\text{if }}x=0,\\1&{\text{if }}x>0.\end{cases}}}
이 부호함수는 0에서 연속이 아니므로 {\displaystyle x=0} 하지만 {\displaystyle x=0}
{\displaystyle {\begin{aligned}\lim _{h\to 0}{\frac {\operatorname {sgn}(0+h)-2\operatorname {sgn}(0)+\operatorname {sgn}(0-h)}{h^{2}}}&=\lim _{h\to 0}{\frac {1-2\cdot 0+(-1)}{h^{2}}}\\&=\lim _{h\to 0}{\frac {0}{h^{2}}}\\&=0\end{aligned}}}

## 이차 근사
일계도함수가 선형 근사와 관련있는 것처럼, 이계도함수는 함수 f에 대한 최적화된 이차 근사와 관련있다. 이는 곧 주어진 점에서 f의 일계도함수와 이계도함수의 값과 같은 이차함수이다. x=a 주변에서 f의 최적화된 이차 근사식은 다음과 같다.
{\displaystyle f(x)\approx f(a)+f'(a)(x-a)+{\tfrac {1}{2}}f''(a)(x-a)^{2}.}
이 이차 근사는 함수의 x=a에서의 이차 테일러 다항식이다.

## 이계도함수의 고윳값과 고유벡터
{\displaystyle x\in [0,L]} 디리클레 경계 조건을 가정하자, 즉, {\displaystyle v(0)=v(L)=0}, 고윳값은 {\displaystyle \lambda _{j}=-{\frac {j^{2}\pi ^{2}}{L^{2}}}} {\displaystyle v_{j}(x)={\sqrt {\frac {2}{L}}}\sin \left({\frac {j\pi x}{L}}\right)}. 여기서, {\displaystyle v''_{j}(x)=\lambda _{j}v_{j}(x),\,j=1,\ldots ,\infty .}
다른 잘 알려진 케이스에 대해서는, 이계도함수의 고윳값과 고유벡터를 참조하라.

## 고차원으로의 일반화

### 헤세 행렬
이계도함수는 이계 편도함수의 개념을 통해 고차원으로 일반화될 수 있다.예를 들어, f:R3 → R는 세 변수의 이계 편도함수
{\displaystyle {\frac {\partial ^{2}f}{\partial x^{2}}},\;{\frac {\partial ^{2}f}{\partial y^{2}}},{\text{ and }}{\frac {\partial ^{2}f}{\partial z^{2}}}}
와 이들이 섞인 편도함수
{\displaystyle {\frac {\partial ^{2}f}{\partial x\,\partial y}},\;{\frac {\partial ^{2}f}{\partial x\,\partial z}},{\text{ and }}{\frac {\partial ^{2}f}{\partial y\,\partial z}}.}
만약 함수의 상과 정의역 둘 다 고차원이 된다면, 이는 헤세 행렬이라 알려진 대칭행렬과 들어맞는다. 이 행렬의 고윳값은 다변수의 이계도함수 판정법을 유사하게 함의한다. (이계 편도함수 판정법을 보아라.)

### 라플라스 작용소
또다른 이계도함수의 일반화는 라플라스 작용소이다. 이는 다음과 같이 정의되는 미분 연산자 {\displaystyle \nabla ^{2}}
{\displaystyle \nabla ^{2}f={\frac {\partial ^{2}f}{\partial x^{2}}}+{\frac {\partial ^{2}f}{\partial y^{2}}}+{\frac {\partial ^{2}f}{\partial z^{2}}}.}
함수의 라플라스 작용소는 그래디언트의 발산, 헤세 행렬의 대각합과 같다.

## 같이 보기
- Chirpyness,  instantaneous phase의 이계도함수

## 더 읽을 거리

### Print
- Anton, Howard; Bivens, Irl; Davis, Stephen (2005년 2월 2일), 《Calculus: Early Transcendentals Single and Multivariable》 8판, New York: Wiley, ISBN 978-0-471-47244-5
- Apostol, Tom M. (June 1967), 《Calculus, Vol. 1: One-Variable Calculus with an Introduction to Linear Algebra》 1 2판, Wiley, ISBN 978-0-471-00005-1
- Apostol, Tom M. (June 1969), 《Calculus, Vol. 2: Multi-Variable Calculus and Linear Algebra with Applications》 1 2판, Wiley, ISBN 978-0-471-00007-5
- Eves, Howard (1990년 1월 2일), 《An Introduction to the History of Mathematics》 6판, Brooks Cole, ISBN 978-0-03-029558-4
- Larson, Ron; Hostetler, Robert P.; Edwards, Bruce H. (2006년 2월 28일), 《Calculus: Early Transcendental Functions》 4판, Houghton Mifflin Company, ISBN 978-0-618-60624-5
- Spivak, Michael (September 1994), 《Calculus》 3판, Publish or Perish, ISBN 978-0-914098-89-8
- Stewart, James (2002년 12월 24일), 《Calculus》 5판, Brooks Cole, ISBN 978-0-534-39339-7
- Thompson, Silvanus P. (1998년 9월 8일), 《Calculus Made Easy》 Revis, Updat, Expa판, New York: St. Martin's Press, ISBN 978-0-312-18548-0

### Online books
- Crowell, Benjamin (2003), 《Calculus》
- Garrett, Paul (2004), 《Notes on First-Year Calculus》
- Hussain, Faraz (2006), 《Understanding Calculus》
- Keisler, H. Jerome (2000), 《Elementary Calculus: An Approach Using Infinitesimals》
- Mauch, Sean (2004), 《Unabridged Version of Sean's Applied Math Book》, 2006년 4월 15일에 원본 문서에서 보존된 문서
- Sloughter, Dan (2000), 《Difference Equations to Differential Equations》
- Strang, Gilbert (1991), 《Calculus》
- Stroyan, Keith D. (1997), 《A Brief Introduction to Infinitesimal Calculus》, 2005년 9월 11일에 원본 문서에서 보존된 문서
- Wikibooks, 《Calculus》